# Claude Puel
Claude Puel (* 2. September 1961 in Castres) ist ein ehemaliger französischer Fußballspieler und heutiger -trainer.

## Karriere

### Als Spieler
Der auf der rechten Abwehrseite oder im rechten Mittelfeld eingesetzte Puel bestritt seine Spielerkarriere ab 1977 ausschließlich bei der AS Monaco, mit der er unter anderem 1982 und 1988 den Meistertitel sowie 1991 den Landespokal gewann. Zwischen 1978 und 1996 absolvierte er dort 488 Erstligapartien, in denen er vier Treffer erzielte. Außerdem trug er in 49 Europapokalspielen den rot-weißen Dress der ASM. Dabei erreichte er mit seiner Mannschaft 1990 das Halbfinale und 1992 das gegen Werder Bremen verlorene Endspiel im Pokalsiegerwettbewerb, in dem Claude Puel allerdings verletzungsbedingt aussetzen musste; 1994 stand er erneut im Halbfinale, diesmal in der Champions League.

### Als Trainer
Bei den Monegassen begann Claude Puel 1999 auch seine Trainerkarriere. Anschließend trainierte er den OSC Lille (2002–2008) und wurde 2005 zum Trainer des Jahres gewählt. Von Juli 2008 bis Juni 2011 war Puel Chefcoach bei Olympique Lyon. Von 2012 bis 2016 war er in dieser Funktion beim OGC Nizza tätig. Mitte Februar war er beim Spiel gegen den FC Nantes zum 488. Mal als Chefcoach – also genauso häufig wie als Spieler – in der Ligue 1 tätig; damit baute er seine führende Position in der Erstligastatistik Frankreichs, die kumulierte Anzahl von Partien als Spieler und als Trainer betreffend, vor Robert Herbin (383 plus 528) und Antoine Redin (305 plus 552) weiter aus.
Zum Anfang der Saison 2016/17 übernahm Claude Puel das Traineramt beim FC Southampton in der englischen Premier League. Obwohl Puel den Klub auf den achten Platz der Premier League und in das Finale des EFL Cups geführt hatte, wurde er bereits nach einer Saison wieder entlassen. Im Oktober 2017 übernahm er den englischen Erstligisten Leicester City. Nach nur einem Punkt aus den letzten sechs Partien wurde der Franzose nach dem 27. Spieltag der Saison 2018/19 in Leicester entlassen. Im Oktober 2019 trat er als Trainer der AS Saint-Étienne die Nachfolge von Ghislain Printant an. Dort wurde er am 5. Dezember 2021 nur wenige Stunden nach einem 0:5 im Heimspiel gegen Stade Rennes freigestellt.